# Linda Keough
Linda Keough (nach Heirat Staines; * 26. Dezember 1963 im London Borough of Hackney) ist eine ehemalige britische Sprinterin.

## Leben
Bei den Commonwealth Games 1986 in Edinburgh gewann sie Silber mit der englischen Mannschaft in der 4-mal-400-Meter-Staffel. Mit der britischen Stafette wurde sie bei den Olympischen Spielen 1988 in Seoul in derselben Disziplin Sechste.
1990 gewann sie bei den Commonwealth Games in Auckland Silber im 400-Meter-Lauf und Gold in der 4-mal-400-Meter-Staffel. Bei den Europameisterschaften in Split wurde sie Fünfte über 400 Meter und holte mit dem britischen Team Bronze in der 4-mal-400-Meter-Staffel.
Bei den Weltmeisterschaften 1991 in Tokio kam sie über 400 Meter ins Halbfinale und wurde in der Staffel Vierte. Nachdem sie verletzungsbedingt 1992 pausieren musste, gewann sie bei den Weltmeisterschaften 1993 in Stuttgart Bronze mit der britischen 4-mal-400-Meter-Stafette. Im Einzelwettbewerb erreichte sie das Halbfinale.
1994 wurde sie zunächst mit der britischen Mannschaft bei der Europameisterschaften in Helsinki Vierte in der 4-mal-400-Meter-Staffel und gewann dann in derselben Disziplin mit der englischen Mannschaft Gold bei den Commonwealth Games in Victoria.
2005 stellte sie die aktuellen britischen Altersrekorde in der Klasse W 40 über 400 Meter (54,81 s) und 800 Meter (2:06,86 min) auf.
Linda Keough ist 1,74 m groß und wiegt 60 kg. Sie startete für den Basingstoke and Mid Hants Athletics Club. Mit ihrem Ehemann, dem ehemaligen Langstreckenläufer Gary Staines, betreibt sie in Colorado ein Sportartikelgeschäft namens Runners Roost.

## Persönliche Bestzeiten
- 200 m: 23,51 s, 8. Juli 1989, Mechelen
- 400 m: 50,98 s, 26. August 1991, Tokio
  - Halle: 52,87 s, 23. Februar 1990, Glasgow
- 800 m: 2:01,82 min, 1. August 1993, Köln